# Górki, Kętrzyński
Gorki [ˈɡurki] (tiếng Đức: Berg)  là một khu định cư ở quận hành chính của Gmina Barciany, thuộc huyện Kętrzyński, Zachodniopomorskie, ở miền bắc Ba Lan, gần biên giới với Kaliningrad của Nga. Nó nằm khoảng 10 kilômét (6 mi)   phía bắc Barciany, 25 km (16 mi) phía bắc Kętrzyn và 81 km (50 mi) về phía đông bắc của thủ đô khu vực Olsztyn.
Trước năm 1945, khu vực này là một phần của Đức (Đông Phổ).